# Csőröslepkék
A csőröslepkék (Libytheinae) a rovarok (Insecta) osztályában a lepkék (Lepidoptera) rendjébe sorolt tarkalepkefélék (Nymphalidae) családjának egyik alcsaládja.

## Származásuk, elterjedésük
Egy-egy kontinensen, szubkontinensen többnyire csak egy-egy faja él. Eurázsia kontinentális területeiről két faját ismerjük. Egyetlen, Európában is előforduló faja a csőröslepke (Libythea celtis).

## Megjelenésük, felépítésük
Nevüket feltűnően hosszú ajaktapogatójukról (palpus labialis) kapták; ez valósággal csőszerű.
Elülső szárnyuk szögletes, csipkés szélű.
Hernyói karcsúak, zöldek.

## Életmódjuk, élőhelyük
Hernyói az ostorfán (Celtis spp.) táplálkoznak. Bábjuk fejjel lefelé csüng a tápnövényen. Egyes tarkalepke fajokhoz hasonlóan az imágók telelnek át.

## Rendszerezésük
Rendkívül kis fajszámú család, alig tucatnyi faja ismert.
Az alcsaládba az alábbi  nemek tartoznak:
- Csőröslepke (Libythea)
- Libytheana